# Новая заря (парфюмерная фабрика)
«Новая заря» — московская парфюмерно-косметическая фабрика, основанная в 1864 году французским предпринимателем и парфюмером Генрихом Брокаром. С 1925 года выпускает знаменитые духи «Красная Москва». Современное название фабрика получила в 1922 году.

## История
20 июля 1864 года Генрих Брокар организовал в Москве, в Тёплом переулке, своё парфюмерно-косметическое производство. Московская ремесленная управа выдала Брокару разрешение на основание такого производства, отнеся его в разряд «фельдшерского мастерства».
Будучи опытным парфюмером, Брокар сумел создать линейку продукции, которая пришлась по вкусу публике и завоевывала первые места на многих международных и внутрироссийских выставках. Огромным успехом у состоятельных людей стали пользоваться «сюрпризные коробки», в которых в изящной упаковке, находились десять предметов (духи, одеколон, мыло, пудра, саше, помада и т. д.) в миниатюрном размере.
В 1882 году Брокар начинает выпускать цветочный одеколон, который приносит фирме колоссальную прибыль. Рекламируя новый аромат, на выставке устроили фонтан из цветочного одеколона. Все затраты на рекламную кампанию окупились многократно.
Бывший парфюмер фабрики, французский подданный А. Мишель, так охарактеризовал фирму Брокара: «К 50-летию существования фабрика представляла собой крупнейшее предприятие не только в России, но и в Европе. Такими гигантскими шагами оно могло расти только в России, потому что каждый энергичный предприниматель в великой России пожинал плоды».
В период 1893—1917 фабрика носила название «Брокар и Ко», затем — Замоскворецкий парфюмерно-мыловаренный комбинат № 5. В 1918—1919 годах фабрика работала в основном на снабжение мылом фронтов гражданской войны. В 1921 году возник трест «Жиркость», объединивший несколько бывших косметических и парфюмерных производств, в том числе и фабрику Брокара. Старое помещение фабрики пришлось отдать по решению Совнаркома под Монетный двор, а фабричное производство перенесли на территорию бывшей обойной фабрики. По совету М. И. Калинина рабочие приступили к ремонту помещений, которые нуждались в обновлении. Картонажный цех был полностью отстроен руками рабочих фабрики из кирпича от старых разрушенных зданий. А 1 ноября 1922 года бывшая фабрика Брокара вновь обрела собственное название: Государственный мыльно-парфюмерный завод «Новая заря». Считается, что само название «Новая Заря», было предложено молодым коммунистом А. Звездовым, а затем одобрено одним из руководителей Совнаркома М. И. Калининым.
Благодаря фабрике в Москве появилась улица Новая Заря в связи с планировавшейся постройкой на ней жилых домов для работников и служащих фабрики. До 1929 года это название носил современный 4-й Рощинский проезд. 10 октября 1929 года название было закреплено за примыкающей к проезду улицей.
С 1930 по 1932 директором парфюмерной фабрики «Новая заря» была Полина Семёновна Жемчужина — советский партийный и государственный деятель, жена В. М. Молотова.

## Продукция
Легендарный цветочный шипр «Красная Москва» был выпущен в 1925 году. Аромат этого парфюма является интерпретацией «Любимого букета императрицы», составленного для императрицы Марии Фёдоровны «сыном французского мыловара» Августом Мишелем к 300-летию дома Романовых в 1913 году. Рудольф Фридман в своей книге «Парфюмерия» (1955 г изд.) так описывает аромат: «Красная Москва — ассоциируется с изящной теплотой, игривой и кокетливой томностью, мелодичной, пластичной певучестью… Духи, в основном, представляющие собой фиалковой комплекс, по запаху сам по себе довольно сентиментальный, но который благодаря изменению тембра и введению ряда гармонирующих веществ получил особую красоту и богатство запаха».
В послевоенное время фабрика производила широкий ассортимент парфюмов и духов
Названия некоторых парфюмерных ароматов, производившихся или производимых на фабрике: «Жемчуг», «Рапсодия», «Вечер», «8 Марта», «800 лет Москвы», «Родная Москва», «Золотая звезда», «Каменный цветок» (авторства Павла Иванова), «Ярославна», «Осень», «Новая заря», «Вальс цветов», «Русские узоры», «Знакомый образ», «Легенда № 1», «Легенда № 2»., «Наш юбилей» (авторства Виктории Меркуловой), «Злато скифов», «Коппелия», «Импульс», «Ночной аромат», «Барс» (авторства Марии Степановой), «Сардоникс-1», «Только ты» (Л. Даниловой в соавторстве), «Огни Москвы», «Русалка», «Жди меня» (авторства Алексея Погудкина), «Слава», «Ноктюрн», «Помпон», «Шанс», «Желаю вам» (авторства Аллы Бельфер), «Эхо», «Анна Каренина», «Восток», «Красный мак» (Давида Гарбера) и многие другие. Также, фабрика выпускала большое количество парфюмерных позиций, приуроченных к какому-либо значимому событию в стране. Например, к 10-летию Октябрьской революции был пущен «Красный мак», а к юбилею Пушкина — «Сказка о царе Салтане» и «Пиковая Дама».
Последними знаменитыми духами «Новой зари» советской эпохи стали «Злато скифов» и «Фуэте».
Наравне с собственными разработками, выпускалась и созданная совместно с западными производителями парфюмерная продукция: например, советские духи «Реноме» и «Тет-а-тет» были результатом сотрудничества «Новой зари» и французской марки Marbel. В 80-е годы фабрика «Новая заря» совместно с фирмой «Revlon» выпустила мужской одеколон «Чарли».

## В наше время
В настоящее время фабрика «Новая Заря» продолжает функционировать и выпускать как новые парфюмерные линейки, так и многие прежние духи и одеколоны.
Новые ароматы «Новой Зари» разрабатывались при участии таких французских парфюмеров, как Мишель Альмарак и Франсис Камай. Дизайн флаконов разрабатывал французский дизайнер Тьерри де Башмакофф, а с сентября 2004 г. совместная российско-французская деятельность стала официальной и зарегистрирована под торговой маркой «Nouvelle Etoile».
Создаются и производятся фланкеры имеющихся парфюмов (например, фланкер «Le Soir» парфюма «Кузнецкий мост», фланкер «Королевский» парфюма «Шипр» или вариант «Лайт» для «Красной Москвы»). Частично сохранена или реформулирована линейка одеколонов советского времени («Шипр», «Коммандор», «Тет-А-Тет», «Консул», «Спортклуб» и др.).
Также в ассортименте фабрики наблюдается тенденция использовать флаконы, имеющие сходство с флаконами парфюмерии класса люкс. Например, флакон Galion d’Or внешне похож на флакон Fahrenheit от Christian Dior; флакон Acqua Di Mio имеет выраженное сходство (в том числе и в названии) с Acqua di Gio от Giorgio Armani.
- При этом, если сравнивать заявления "Новой Зари" и данные об иностранной парфюмерии, то композиции от "Новой Зари" не пытаются повторять заграничные ароматы из соответствующих флаконов. Так, Galion D’or разительно отличается от "Фаренгейта"[15][16][17]. То же касается и A. di Mio[18], отдалённого по составу от продукта "Армани" - Acqua di Gio[19].